# Kàmenka (Nijni Nóvgorod)
Kàmenka (en rus: Каменка) és un poble de l'óblast de Nijni Nóvgorod, a Rússia, segons el cens del 2010 tenia 285 habitants, pertany al municipi de Mediana.